# 黑龙江水库列表
至2007年，中国黑龙江省共有大型水库23座，按库容量依次为尼尔基水库、莲花水库、镜泊湖水库、山口水库、龙头桥水库、西泉眼水库、青年水库、库尔滨水库、象山水库、双阳河水库、龙凤山水库、桃山水库、音河水库、东方红水库、蛤蟆通水库、向阳山水库、太平湖水库、西沟水库、桦树川水库、团结水库 (穆棱)、红旗泡水库、泥河水库、大庆水库。
根据中华人民共和国水利部发布的《中国水库名称代码》（中华人民共和国行业标准SL259-2000）将黑龙江省所有大型水库及中型水库列表如下：

## 大型水库
| 水库       | 水系               | 总库容 亿立方米 | 位置     |
| ---------- | ------------------ | --------------- | -------- |
| 尼尔基水库 | 嫩江               | 86.10           |          |
| 莲花水库   | 牡丹江             | 41.80           |          |
| 镜泊湖水库 | 牡丹江             | 18.24           |          |
| 山口水库   | 讷漠尔河           | 9.95            |          |
| 龙头桥水库 | 挠力河             | 6.15            |          |
| 西泉眼水库 | 阿什河             | 4.78            |          |
| 青年水库   | 裴德里河           | 4.01            | 密山市   |
| 库尔滨水库 | 库尔滨河           | 3.90            |          |
| 象山水库   | 法别拉河           | 3.34            |          |
| 双阳河水库 | 双阳河             | 2.79            |          |
| 龙凤山水库 | 拉林河             | 2.77            |          |
| 桃山水库   | 倭肯河             | 2.64            | 七台河市 |
| 音河水库   | 嫩江               | 2.56            |          |
| 东方红水库 | 扎音河             | 2.13            |          |
| 蛤蟆通水库 | 蛤蟆通河           | 1.57            |          |
| 向阳山水库 | 小八虎力河、柳树河 | 1.57            |          |
| 太平湖水库 | 黄蒿沟             | 1.53            |          |
| 西沟水库   | 公别拉河           | 1.47            |          |
| 桦树川水库 | 牡丹江支流蛤蟆河   | 1.32            |          |
| 团结水库   | 穆棱河             | 1.20            |          |
| 红旗泡水库 | 嫩江               | 1.16            |          |
| 泥河水库   | 泥河               | 1.14            |          |
| 大庆水库   | 嫩江               | 1.03            |          |
| 南引水库   |                    |                 | 大庆市   |

## 黑龙江水系
- 卧牛河水库 黑河市上马厂乡
- 宋集屯水库  黑河市爱辉区
- 库尔滨水库 逊克县

## 松花江水系
- 八一水库 (肇州) 肇州县
- 双凤水库 方正县
- 四丰山水库 佳木斯市松江乡
- 四方山水库 甘南县长山乡
- 宏胜水库 泰来县
- 繁华水库 明水县
- 大庆水库 大庆市
- 红旗泡水库 安达市
- 东湖水库  安达市中东镇
- 东风水库 七星炮农场
- 民兵水库 嫩江县
- 跃进水库 二龙山农场
- 青年水库 德都县引龙河农场
- 五一水库  德都县
- 南阳河水库 红五月农场九队
- 太平湖水库 甘南县太平湖分场
- 音河水库  甘南县
- 沟口水库 龙江县发达乡
- 瓮泉水库  龙江县
- 石人沟水库 双城市
- 龙凤山水库 五常市
- 三股流水库 尚志市三阳乡
- 河东水库  尚志市河东乡
- 黑龙宫水库  尚志市黑龙宫镇
- 红星水库 阿城市
- 柳河水库 庆安县
- 红旗水库 绥棱县上集镇红旗村
- 向阳水库  绥棱县三吉台乡
- 幸福水库 绥化市双河镇西南村
- 津河水库  绥化市隆太乡
- 青石岭水库 北安县
- 星火水库 海伦市海北镇
- 燎原水库  海伦市爱国乡
- 东方红水库  海伦市双录乡
- 联丰水库  海伦市
- 三道镇水库 拜泉县华光乡
- 爱国水库 明水县
- 胜利水库 青冈县兴华镇
- 解放水库  青冈县富民乡
- 卫星水库 望奎县富饶乡
- 山头芦水库  望奎县富源乡
- 东风水库 巴彦县
- 丰农水库  巴彦县榆树乡
- 江湾水库  巴彦县
- 泥河水库 兰西县东方红乡
- 二龙山水库 宾县新立乡
- 香磨山水库 木兰县东兴乡
- 新城水库 延寿县玉河乡
- 关门山水库  延寿县
- 镜泊湖水库 宁安市杏山乡
- 桦树川水库  宁安市兴隆乡
- 卧龙河水库  宁安市石岩镇
- 亮子河水库 林口县五星乡
- 永发水库 依兰县长岗乡
- 新立水库  依兰县
- 安兴水库  依兰县三道岗镇
- 双峰水库 海林农场四队
- 小龙爪水库 林口县龙爪乡
- 桃山水库 七台河市
- 互助水库 勃利县青山乡
- 吉兴河水库  勃利县大四站乡
- 共和水库 桦南县明义乡
- 向阳山水库  桦南县柳毛河乡
- 五号水库 鹤岗市五号地区
- 笔架山水库 集贤县

## 乌苏里江水系
- 团结水库 (穆棱) 穆棱市
- 团山子水库 鸡西市滴道区
- 八楞山水库 鸡东县平阳镇
- 哈达水库  鸡东县
- 半截河水库  鸡东县
- 石头河水库 虎林市杨岗镇
- 西南岔水库  虎林市阿北乡
- 云山水库  虎林县
- 青年水库 密山市
- 清河水库 宝清县
- 蛤蟆通水库  宝清县

## 绥芬河水系
- 九佛沟水库 东宁县